# Адана 5 Оджак Стадіум
«Адана 5 Очак Фатіх Терім Стадіум» (тур. Adana 5 Ocak Fatih Terim Stadyumu) — багатофункціональний стадіон у місті Адана, Туреччина, домашня арена ФК «Аданаспор».
Стадіон побудований та відкритий 1938 року з потужністю 9 600 глядачів. У 1973 році здійснено капітальну реконструкцію, у ході якої перебудовано основні конструкції трибун та підтрибунних приміщень, встановлено систему освітлення. 1988 року здійснено розширення арени, над основною трибуною споруджено дах. Потужність становить 16 095 глядачів. Під трибунами стадіону облаштовано багатофункціональну спортивну залу з параметрами 24x15 м.
Протягом 1938—2014 років стадіон носив назву «Адана 5 Очак Стадіум», яка походить від дати 5 січня 1922 року, коли було звільнено Адану від ворожої окупації у ході війни за незалежність Туреччини. У 2014 році арені присвоєно ім'я турецького футболіста і тренера Фатіха Теріма, після чого вона перейменована на «Адана 5 Очак Фатіх Терім Стадіум».